# Supercoppa ecuadoriana
La Supercoppa ecuadoriana (in spagnolo Supercopa de Ecuador) è un torneo calcistico organizzato dalla federazione ecuadoriana. La prima edizione fu disputata nel 2020 come gara singola. La formula venne poi cambiata con 6 squadre l'anno successivo, per poi tornare ad essere disputata come gara singola con 2 squadre dall'edizione del 2023.

## Albo d'oro
| Stagione | Vincitrice              | Finalista     | Risultato        |
| -------- | ----------------------- | ------------- | ---------------- |
| 2020     | LDU Quito               | Delfín        | 1-1 (5-4 d.c.r.) |
| 2021     | LDU Quito               | Barcelona SC  | 1-0              |
| 2022     | Non disputata           | Non disputata | Non disputata    |
| 2023     | Independiente del Valle | Aucas         | 3-0              |
| 2024     | Non disputata           | Non disputata | Non disputata    |
| 2025     | LDU Quito               | El Nacional   | 0-0 (5-4 d.c.r.) |